# توحیدسوری
توحیدسوری، روستایی از توابع بخش رومشکان شهرستان کوهدشت در استان لرستان ایران است.

## جمعیت
این روستا در دهستان رومشکان غربی قرار دارد و براساس سرشماری مرکز آمار ایران در سال ۱۳۸۵، جمعیت آن ۱۴۸ نفر (۳۱خانوار) بوده‌است.